# Intermezzo (musique)
Pour les articles homonymes, voir Intermezzo.

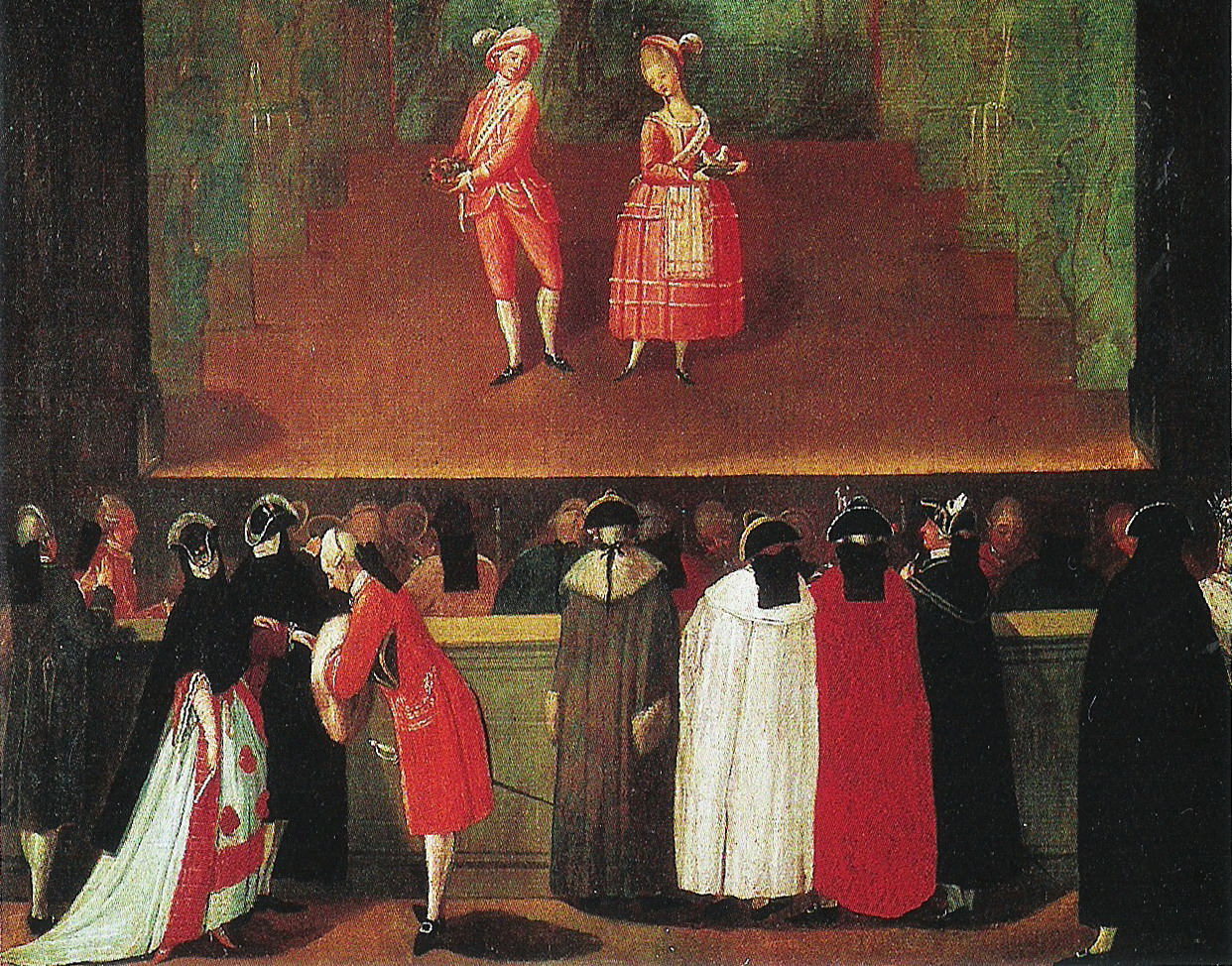
Tableau anonyme du XVIIIe siècle, représentant un intermezzo comico à Venise.

Un intermezzo (terme repris de l'italien signifiant intermède) est normalement[Quand ?] une pièce musicale, instrumentale ou chantée, agrémentée parfois de danse ou de pantomime, insérée dans une œuvre dramatique, lyrique ou chorégraphique. Puis, à partir du XIXe siècle, l'intermezzo devient une composition instrumentale, sans forme particulière, de caractère, le plus souvent, mais pas toujours, intercalée entre deux parties d'une œuvre plus considérable. 
Suivant les époques, les pays et les compositeurs, l'intermezzo peut être intitulé entracte, intermedio (it), entremés (es), Zwischenspiel (de), divertimento, impromptu, interlude…  ou tout simplement intermède.

## Précurseur de l'opéra-bouffe
Pendant la Renaissance, l'intermezzo est un simple spectacle à part entière, composé de madrigaux, de danses mais aussi de divertissements instrumentaux. 
Au XVIIe siècle, sur le modèle du masque anglais ayant donnant les mascarades, il se transforme en Italie en un intermède lyrique intégrée dans les fêtes palatines. L'action souvent réaliste est associée à la pantomime, la danse et le chant. Sur le même principe, dans le théâtre espagnol baroque, il prend le nom d'entremés puis de sainete, courtes pièces satiriques et même irrévérencieuses en un acte, développés en zarzuelas encore à la mode au XXe siècle.
Au XVIIIe siècle, l'intermezzo désigne de brèves pièces le plus souvent bouffonnes et même grotesques, s'intercalant entre les actes plus dramatiques de l'opera seria. Il donnera naissance à l'opera buffa, opéra comique et court, souvent réaliste et populaire comme Pimpinone (1725) de Georg Philipp Telemann, La serva padrona (1733) de Pergolèse ou Le Devin du village (1752) de Jean-Jacques Rousseau.

## Intermezzo symphonique
À partir du XIXe siècle, le terme intermezzo acquiert une nouvelle acception dans les arts dramatique, l'lyrique ou chorégraphique : synonyme d'entr'acte ou de prélude, il désigne non pas la pause entre deux parties d'une mise en scène, mais une pièce instrumentale placée entre deux actes, deux scènes ou deux tableaux, divertissement exécuté pendant les changements, parfois longs, de décors, de costumes et de maquillage. Par exemple, il se trouve en ouverture des actes des opéras :
- Lohengrin de Richard Wagner (1850 - acte III)
- La traviata de Giuseppe Verdi (1853 - acte III)
- Aïda de Giuseppe Verdi (1871 - acte I scène 2 entre Possente possente Ftha et Mortal diletto ai numi : Danza sacra delle sacerdotesse (danse sacrée des prêtresses)
- Carmen de Georges Bizet (1875 - actes II, III, IV)
- Il figliuol prodigo d'Amilcare Ponchielli (1880 - acte IV)
- Le Villi de Giacomo Puccini (1884 - acte II)
- Marion Delorme de Amilcare Ponchielli (1885 - acte IV)
- Edgar de Giacomo Puccini (1889 - actes III et IV)
- Cavalleria rusticana de Pietro Mascagni (1890)
- Werther de Jules Massenet (1892 - acte IV)
- Hänsel und Gretel de Engelbert Humperdinck (1893 - acte III)
- Manon Lescaut de Giacomo Puccini (1893 - acte III)
- Thaïs de Jules Massenet (1894 - acte II)
- Adriana Lecouvreur de Francesco Cilea (1902 - acte IV)
- Madame Butterfly de Giacomo Puccini (1904 - acte II, entre les deux parties initiales)
- Suor Angelica de Giacomo Puccini (1918)
- Billy Budd de Benjamin Britten (1951 - acte III)

## Pièce instrumentale
Par métonymie, le terme intermezzo est utilisé par les compositeurs pour désigner un mouvement musical intercalaire dans une forme couramment plus rigide comme la sonate (quatrième mouvement de la Sonate pour piano nº 3 de Brahms… ), la symphonie (troisième mouvement de la Symphonie espagnole de Lalo… ) ou le concerto (deuxième mouvement du Concerto pour piano nº 3 de Rachmaninov… ). De structure plus libre, c'est généralement une pièce de caractère basée sur une expression lyrique. L'intermezzo prend même parfois son indépendance, devenant une pièce originale et autonome de même inspiration comme quatre des Six pièces pour piano (Sechs Klavierstücke) op. 118 composées par Johannes Brahms, devenant même suggestion comme dans l'opéra Intermezzo de Richard Strauss.